# Xestia occidens
Xestia occidens là một loài bướm đêm trong họ Noctuidae.